# Кольпопоэз
Кольпопоэ́з (от др.-греч. κόλπος — «лоно» и ποίησις — «изготовление, сооружение») — гинекологическая операция по искусственному созданию влагалища.
Показанием к операции является гематометра при отсутствии влагалища и функционирующей матке, заращение влагалища после перенесённой травмы или воспаления, а также врождённое отсутствие влагалища (например, при синдроме Майера — Рокитанского — Кустера — Хаузера).
Операция кольпопоэза из тазовой брюшины осуществляется под эндотрахеальным наркозом. Методика заключается в формировании канала в ректовезикальной клетчатке и сепарации тазовой брюшины от прилежащих тканей. Тазовая брюшина вскрывается и подшивается к области входа во влагалище. После этого создаётся купол влагалища с подшиванием рудимента матки (мышечного валика) к брюшине прямой кишки.